# Chorągiew kozacka Jerzego Ossolińskiego

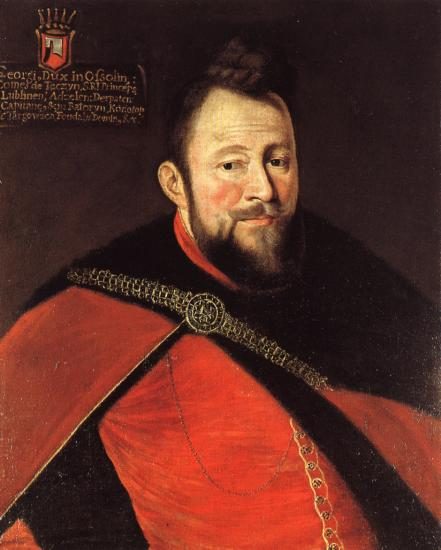
Jerzy Ossoliński

Chorągiew kozacka Jerzego Ossolińskiego – chorągiew jazdy kozackiej I połowy XVII wieku, okresu wojen Rzeczypospolitej ze Szwedami i Moskwą.
Szefem tej chorągwi był Jerzy Ossoliński herbu Topór. Żołnierze chorągwi wzięli udział w wojnie polsko-szwedzkiej 1626-1629.